# Siberische strandloper
De Siberische strandloper (Calidris acuminata) is een vogel uit de familie van snipachtigen (Scolopacidae).

## Verspreiding en leefgebied
Deze soort broedt in het noordoosten van Siberië en overwintert in het Australaziatisch gebied en Polynesië.

## Voorkomen in Nederland
De Siberische strandloper is een dwaalgast in West-Europa die tot 2021 in totaal negen keer is waargenomen in Nederland.